# بوروهرادک
بوروهرادک (به چکی: Borohrádek) یک منطقهٔ مسکونی و شهرستان دارای شهرک سابقاً روستا در جمهوری چک است که در ناحیه ریخنوف ناد کنیژنوو واقع شده‌است. بوروهرادک ۲٬۱۰۸ نفر جمعیت دارد.